# Liste der Museen im Kreis Mettmann
Die Liste der Museen im Kreis Mettmann umfasst aktuelle und ehemalige Museen im Kreis Mettmann. Sie haben unter anderem die Heimatgeschichte und die industrielle Entwicklung zum Schwerpunkt.

## Liste
| Bezeichnung                                                   | Lage (Stadt, Ortsteil) | Bemerkungen                                                                    | Bild |
| ------------------------------------------------------------- | ---------------------- | ------------------------------------------------------------------------------ | ---- |
| Bergisches Ofenmuseum                                         | Haan                   |                                                                                |      |
| Feuerwehr-Museum Heiligenhaus                                 | Heiligenhaus           |                                                                                |      |
| Heimatkundliche Sammlung Heiligenhaus                         | Heiligenhaus           |                                                                                |      |
| Karnevalsmuseum Hilden                                        | Hilden                 |                                                                                |      |
| Wilhelm-Fabry-Museum                                          | Hilden                 | Historische Kornbrennerei                                                      |      |
| Stadtmuseum/Stadtarchiv Langenfeld im Freiherr-vom-Stein-Haus | Langenfeld (Rheinland) |                                                                                |      |
| Rathausgalerie Langenfeld (Rheinland)                         | Langenfeld (Rheinland) |                                                                                |      |
| Neanderthal Museum                                            | Mettmann               |                                                                                |      |
| Heimatmuseum Deusserhaus                                      | Monheim am Rhein       |                                                                                |      |
| Schelmenturm                                                  | Monheim am Rhein       |                                                                                |      |
| Haus Bürgel                                                   | Monheim am Rhein       | Archäologisches Museum                                                         |      |
| Museum Ratingen                                               | Ratingen               |                                                                                |      |
| Spielzeugmuseum Ratingen                                      | Ratingen               |                                                                                |      |
| Textilfabrik Cromford                                         | Ratingen               |                                                                                |      |
| Oberschlesisches Landesmuseum                                 | Ratingen               |                                                                                |      |
| Deutsches Schloss- und Beschlägemuseum                        | Velbert                |                                                                                |      |
| Schloss Hardenberg                                            | Velbert                |                                                                                |      |
| Niederbergisches Museum                                       | Wülfrath               |                                                                                |      |
| Zeittunnel Wülfrath                                           | Wülfrath               | Museum über die Erdgeschichte und den Kalksteinabbau in einem Bergwerkstunnel. |      |